# Stati per data di costituzione
Questa lista è suscettibile di variazioni e potrebbe essere incompleta o non aggiornata.

## Stati sorti nell'antichità
| Data               | Stato                 | Commento |
| ------------------ | --------------------- | --- |
| 3200 a.C.          | Persia (Odierno Iran) | Fondazione del regno dell'Elam, il primo stato indoeuropeo della storia. L'Iran moderno nasce l'11 febbraio 1979 |
| verso il 3100 a.C. | Egitto                | Unificazione dell'Alto Egitto e del Basso Egitto da parte del Faraone Narmer. L'Egitto moderno ha ottenuto l'indipendenza dal Regno Unito il 28 febbraio 1922 |
| 3079 a.C.          | Vietnam               | Nasce la Confederazione di Van Lang nel Vietnam attuale. Il moderno Vietnam ha proclamato l'indipendenza dall'impero giapponese il 2 settembre 1945; la Francia ha riconosciuto la sua indipendenza nel 1954 |
| 2500 a.C.          | India Pakistan        | I primi stati indiani sono fondati nella Valle dell'Indo: nascita delle città di Mohenjo-daro e Harappa. Il Pakistan moderno è stato fondato il 14 agosto 1947, l'India moderna il 26 gennaio 1950 |
| 2340 a.C.          | Iraq                  | Unificazione da parte degli Accadi di Sargon il grande; le città-stato dei Sumeri esistevano già fin dal 3200 a.C. nella Mesopotamia meridionale. La moderna repubblica dell'Iraq è divenuta indipendente dal Regno Unito il 3 ottobre 1932 |
| 2333 a.C.          | Corea                 | La dinastia Kojoson costituisce il primo stato nella penisola coreana. La moderna Corea del Sud è stata fondata il 15 agosto 1948, la moderna Corea del Nord il 9 settembre 1948 |
| 2070 a.C.          | Cina                  | Il primo stato cinese viene fondato dalla semileggendaria dinastia Xia. La moderna Repubblica Popolare cinese è stata fondata da Mao Zedong il 1º ottobre 1949 |
| verso il 2000 a.C. | Grecia                | Ha inizio la Civiltà minoica sull'isola di Creta |
| 1650 a.C.          | Turchia               | Re Labarna fonda l'impero degli Ittiti nell'attuale Anatolia |
| 1300 a.C.          | Georgia               | Fondazione del regno di Colchide. Questo regno è ben noto alla mitologia greca come destinazione dell'impresa degli Argonauti per la conquista del leggendario vello d'oro. La Georgia moderna ha ottenuto l'indipendenza dall'URSS il 9 aprile 1991 |
| 1020 a.C.          | Israele               | Unificazione del regno sotto re Saul, dopo migrazioni di Semiti provenienti dall'Impero Egiziano. Il moderno Stato di Israele è stato fondato il 14 maggio 1948 da David Ben Gurion |
| 858 a.C.           | Armenia               | Regna Aramu, primo sovrano conosciuto di Urartu, gli Hurriti erano presenti già nel 2500 a.C. |
| 814 a.C.           | Tunisia               | Data tradizionale della fondazione di Cartagine |
| verso l'800 a.C.   | Etiopia               | Fondazione del regno di Kush; il regno di Punt esisteva nell'Etiopia del nord e in Eritrea fin dal XXV secolo a.C. |
| 21 aprile 753 a.C. | Monarchia Romana      | Data tradizionale della fondazione di Roma e del suo stato - Monarchia (fino al 509 a.C.); Res publica (fino al 27 a.C.); Imperium (fino al 476 d.C.). |
| 660 a.C.           | Giappone              | Regno del leggendario imperatore Jinmu Tenno. Il Giappone moderno è stato unificato nel 1598 da Toyotomi Hideyoshi |
| 550 a.C.           | Iran                  | Ciro I di Persia fonda la dinastia Achemenide e dà vita all'Impero Persiano |
| 395 a.C.           | Sicilia               | Il Tiranno siracusano Dionisio I, dopo aver sconfitto i Cartaginesi e la Lega Italiota, unifica sotto la propria corona tutte le poleis siceliote e si proclama "Stratega Autocrate" di una entità statale denominata "Arcontato di Sicilia" avente come capitale Siracusa ed estesa alla Sicilia orientale, alla parte centrale dell'isola, abitata dai Siculi e dai Sicani, e alla Calabria meridionale. Questo Stato, anche sotto i successori di Dionisio I, divenne una potenza commerciale e militare di tutto rispetto nell'ambito del Mar Mediterraneo, stipulando anche accordi con i Galli in funzione anti-romana. Nel 304 a.C., Agatocle, regnando sugli stessi territori dell'Arcontato siceliota, si proclama Basileus di Sicilia, autoincoronandosi alla maniera ellenistica dei Diadochi orientali. Lo stesso fecero i suoi successori Pirro, Gerone II, Gelone II e Geronimo. Il Regno di Sicilia da lui fondato durerà fino alla caduta della capitale Siracusa in mano ai romani nel 212 a.C.. |
| 337 a.C.           | Grecia                | Unificata dopo alterne vicende da Filippo II di Macedonia. La Grecia moderna fu fondata il 25 marzo 1821 dopo l'indipendenza dall'Impero ottomano |
| 302 a.C.           | Georgia               | Pharnavaz I diventa il primo re di Iberia, riformando l'alfabeto georgiano |
| 221 a.C.           | Cina                  | Lo Stato di Qin conquista tutti i regni rivali: prima unificazione dell'impero cinese da parte del monarca Qin Shi Huang |
| 42 a.C.            | Italia                | Fondazione dell'Italia da Augusto. L'Italia acquistò carattere autonomo in relazione al resto dell'Impero, diventandone epicentro. Al territorio dello stivale vennero estesi gli stessi diritti della città di Roma. L'Italia fu a sua volta suddivisa in 11 regioni. Questa prima fase unitaria si concluse nel 476 d.C.; l'Italia moderna fu riunificata nel 1861. |
| 27 a.C.            | Impero Romano         | Cesare Ottaviano Augusto diventa il primo imperatore romano |
| 192                | Champa                | Nasce nell'Annam (oggi Vietnam del nord) dalla ribellione di un ufficiale, Ku-Lien, contro l'Impero Han |
| 270                | Giappone              | Unificato dall'imperatore Ōjin |
| 300                | Wagadou               | Nascita dell'Impero del Ghana tra i territori degli attuali Mali e Mauritania |
| 3 settembre 301    | San Marino            | La tradizione fissa in questa data la fondazione di San Marino da parte dell'omonimo santo rifugiatosi sul Monte Titano per sfuggire alle persecuzioni |
| 395                | Impero Bizantino      | L'Impero Romano d'Occidente e l'Impero Romano d'Oriente nascono dalla suddivisione dell'Impero Romano decisa da Teodosio I |
| verso il 400       | Champa                | Unificata sotto il regno di Bhadravarman |
| 486                | Francia               | La Gallia è conquistata da Clodoveo I. La Francia moderna (Quinta Repubblica) nasce il 5 ottobre 1958 |
| 544                | Vietnam               | Lý Bí è considerato il primo imperatore del Vietnam (governa sul popolo Nanyue) |
| 8 giugno 632       | Arabia                | Alla morte di Maometto, Abū Bakr diventa il primo Califfo |
| 661                | Califfato Omayyade    | Mu'awiya ibn Abi Sufyan diventa il primo califfo della dinastia Omayyade |
| 668                | Corea                 | Riunificazione della penisola coreana da parte del regno di Silla |
| 681                | Bulgaria              | Unificazione dei Bulgari e dei popoli slavi da parte di Asparukh Khan, che costringe l'Impero Bizantino a fare pace con lui |
| 697                | Repubblica di Venezia | Paolo Lucio Anafesto diventa il primo Doge di Venezia. La città resterà indipendente fino al 1797 |
| VII secolo         | Brunei                | Nasce il primo nucleo del sultanato del Brunei |
| VII secolo         | Gao                   | Nascita dell'Impero di Gao nel territorio dell'attuale Mali |
| VII secolo         | Impero Songhai        | Sorto lungo il corso del Niger, sopravvive fino al 1325 |
| 728                | Stato Pontificio      | Con la Donazione di Sutri da parte del re longobardo Liutprando a Papa Gregorio II prende inizio il potere temporale della Chiesa |
| 26 novembre 749    | Califfato Abbaside    | Abu l-Abbas al-Saffah diventa il primo califfo della dinastia Abbaside, che durerà fino al 1258 |
| 780                | Serbia                | Unificazione delle tribù serbe sotto Knez Višeslav |
| 789                | Marocco               | Idris I fonda la città di Fès e unifica le tribù tra i fiumi Muluia e Oum Er-Rbia sotto la dinastia idriside, la prima dinastia marocchina. Il paese prende il nome di Al Maghrib Al Aqsa. L'attuale dinastia alawide governa il Marocco dal 1666 |
| 790                | Cambogia              | Nasce l'Impero Khmer |
| 25 dicembre 800    | Sacro Romano Impero   | Carlo Magno è incoronato a Roma da Papa Leone III |
| 843                | Scozia                | Unificata da Kenneth mac Alpin, re degli Scoti, che diventa anche re dei Pitti, il regno unificato è chiamato Alba (nome gaelico della Scozia) |
| 864                | Bulgaria              | Il khan Boris diventa il primo re cristiano dei Bulgari |
| 868                | Portogallo            | Il Portogallo emerge come un'entità nazionale autonoma dalla Galizia sotto il Conte Vímara Peres |
| 870                | Galles                | Offa, re di Mercia, edifica un vallo per separare i Britanni del Galles dai Sassoni che egli governa, e così catalizza l'identità nazionale gallese. L'unificazione del paese viene completata da Rhodri Mawr il Grande, morto nell'877 |
| 872                | Norvegia              | Re Harald Bella Chioma unifica per primo tutti i norvegesi sotto la sua corona. La Norvegia moderna ha riacquistato l'indipendenza il 7 giugno 1905, dopo 500 anni di dominazioni straniere |
| 895                | Boemia                | Indipendenza dalla Grande Moravia |
| 910                | León                  | Indipendenza ottenuta dal re García I |
| 925                | Croazia               | Incoronazione di re Tomislav |
| 926                | Serbia                | Resa indipendente dall'Impero Bizantino e dai Bulgari da Caslav Klonimirovic |
| 927                | Inghilterra           | Il re del Wessex unifica l'isola e diventa de jure re d'Inghilterra. I Danesi governano il Danelaw dall'878 fino al 927, quando Atelstano diventa de facto primo re di tutta l'Inghilterra |
| 930                | Islanda               | Prima riunione del parlamento (Althing) dell'isola |
| 931                | Castiglia             | Indipendenza della contea di Castiglia dal Regno di León |
| 958                | Repubblica di Genova  | L'imperatore Berengario II ribadisce l'autonomia giuridica della città di Genova riconoscendone le consuetudini e la libertà. La repubblica conserverà l'indipendenza fino al 1797 |
| 980                | Danimarca             | Unificata da re Harald Dente Azzurro |
| 988                | Catalogna             | De facto indipendente dalla Francia di Ugo Capeto (formalmente con il Trattato di Corbeil del 1258) Il conte Borrell I rifiuta il giuramento di obbedienza e fedeltà al Re di Francia dando inizio alla dinastia o Casa Reale di Barcellona. |
| 988                | Ucraina               | La Rus' di Kiev si converte al Cristianesimo |
| 995                | Svezia                | Olof Skötkonung diventa il primo re di Svealand e Götaland unificate |
| 1º gennaio 1001    | Ungheria              | Unificata da re Stefano I |
| 1002               | Irlanda               | Unificata da re Brian Boru |
| 1025               | Polonia               | Incoronazione di Boleslao I Chobry (l'Intrepido), primo re di Polonia |
| 1035               | Aragona               | Unione dinastica delle contee di Aragona, Sobrarbe e Ribagorza sotto il re Ramiro I |
| 1040               | Doclea                | Diventa indipendente nel territorio della Bosnia attuale sotto il re Mihajlo Vojislavljević |
| 1061               | Contea di Sicilia     | Ruggero I Altavilla, dopo avere abbattuto l'Emirato islamico di Sicilia, prende il potere sull'Isola costituendo una nuova entità statale che, nel 1130, il figlio Ruggero II trasformerà in Regno di Sicilia. |
| 1085               | Boemia                | Incoronazione di Vratislao II, primo re di Boemia |
| 25 dicembre 1130   | Regno di Sicilia      | Incoronazione di Ruggero II d'Altavilla, primo re di Sicilia. La Sicilia resterà indipendente fino al 1816, anno della formazione del Regno delle Due Sicilie. |
| 1137               | Aragona               | Nasce il regno di Aragona dall'unione dinastica dell'Aragona con la Contea di Barcellona (Catalogna). |
| 26 luglio 1139     | Portogallo            | Alfonso I è proclamato re del Portogallo e riconosciuto dal Papa |
| 1147               | Russia                | Primo riferimento storico alla città di Mosca e al principato di Mosca |
| 1153               | Maldive               | Il re delle Maldive si converte all'Islam e assume il titolo di Sultano |
| 1156               | Austria               | Si separa dalla Baviera |
| 1190               | Albania               | Progon principe di Albania |
| 1200               | Impero di Kanem-Bornu | Sorge tra i territori degli attuali stati di Libia, Ciad, Nigeria e Niger |
| 1206               | Impero mongolo        | Unificazione delle tribù mongole da parte di Gengis Khan |
| 1217               | Regno di Serbia       | Stefan Prvovencani incoronato dal Papa |
| 1230               | Castiglia León        | Unificazione dei due regni da parte del re Ferdinando III |
| 1235               | Mali                  | Nascita dell'Impero del Mali per opera del popolo Mandinka |
| 1236               | Lituania              | Mindaugas diventa il primo Granduca di Lituania |
| 1238               | Thailandia            | Tradizionale data di fondazione (mai colonizzata dagli europei) |
| 1278               | Andorra               | Sotto la sovranità congiunta della Francia e del vescovo di Urgell |
| 1º agosto 1291     | Svizzera              | Indipendenza dal Sacro Romano Impero. La Svizzera moderna esiste dal 1848 |
| 1299               | Impero ottomano       | Fondato dai Turchi Ottomani sui resti dell'ex sultanato selgiuchide di Iconio |
| 31 agosto 1302     | Regno di Napoli       | Fondato da Carlo II di Napoli e finito nel 1816 da Ferdinando IV di Napoli (Ferdinando I delle Due Sicilie) |
| 1325               | Messico               | Fondazione di Tenochtitlán da parte del leggendario primo re degli Aztechi, Ténoch |
| 1326               | Champa                | Riottiene l'indipendenza dal Vietnam |
| 1330               | Valacchia             | Dichiara l'indipendenza dall'Ungheria |
| 1346               | Impero di Serbia      | Fondato dallo Zar Stefano Dušan |
| 1349               | Moldavia              | Dichiara l'indipendenza dall'Ungheria |
| 1356               | Zeta                  | Caduta dell'Impero di Serbia, diventa indipendente sotto il regno di Balša I |
| 1419               | Monaco                | Incomincia a regnare la dinastia dei Grimaldi |
| 1438               | Perù                  | Nascita dell'Impero Inca (Tawantinsuyu) |
| 1440               | Monomotapa            | Edificazione del Grande Zimbabwe tra gli attuali Zimbabwe e Mozambico |
| 28 novembre 1443   | Albania               | Skanderbeg libera Kruja dai Turchi |
| 1453               | Francia               | Dopo la guerra dei cent'anni viene completata l'unificazione della Francia con la liberazione dei territori in mano inglese, anche grazie a Giovanna d'Arco, detta la pulzella di Orléans. |
| 1533               | Tonchino              | Vietnam diviso in seguito alla guerra civile |
| 1533               | Annam                 | Vietnam diviso in seguito alla guerra civile |
| 1547               | Zarato di Russia      | Assunzione del titolo di zar da Ivan IV. |
| 1570               | Ashanti               | L'etnia Ashanti dà vita nel territorio dell'attuale Ghana a un regno che resisterà fino al 1900 |
| 23 gennaio 1579    | Paesi Bassi           | Dichiarano l'indipendenza dalla Spagna |
| 1607               | Impero Britannico     | Fondazione della colonia Virginia. Finito nel 1997 con Elisabetta II con la cessione di Hong Kong alla Cina. |
| 26 gennaio 1650    | Oman                  | Espulsione dei Portoghesi |

## Stati sorti nell'era moderna
Molte delle date nella tabella sottostante sono celebrate come Festa dell'Indipendenza nei rispettivi paesi.
| Data              | Nazione                                             | Commento |
| ----------------- | --------------------------------------------------- | --- |
| 26 marzo 1707     | Regno di Gran Bretagna                              | Atto di Unione del Regno d'Inghilterra e del Regno di Scozia |
| 7 settembre 1714  | Spagna                                              | Unificazione definitiva del paese in un unico stato con abolizione della Corona d'Aragona dopo la guerra di successione spagnola |
| 8 agosto 1720     | Regno di Sardegna                                   | Scambio di Vittorio Amedeo II della Sardegna per la Sicilia che passa in mano austriaca in seguito al Trattato dell'Aia |
| 1721              | Impero russo                                        | Pietro il Grande rinomina lo stato e lo trasforma da Regno a Impero. |
| 21 dicembre 1768  | Nepal                                               | Unificato da Prithvi Narayan Shah |
| 4 luglio 1776     | Stati Uniti                                         | Dichiarano l'indipendenza dalla Gran Bretagna |
| 1º gennaio 1801   | Regno Unito                                         | Atto di Unione del Regno di Gran Bretagna e del Regno d'Irlanda |
| 1º gennaio 1804   | Haiti                                               | Dichiara l'indipendenza dalla Francia |
| 4 febbraio 1804   | Serbia                                              | Dichiarazione di indipendenza dall'Impero ottomano (la sovranità dura fino al 1813) |
| 12 luglio 1806    | Liechtenstein                                       | Si separa dal Sacro Romano Impero |
| 20 luglio 1810    | Colombia                                            | Dichiara l'indipendenza dalla Spagna |
| 16 settembre 1810 | Messico                                             | Dichiara l'indipendenza dalla Spagna |
| 18 settembre 1810 | Cile                                                | Dichiara l'indipendenza dalla Spagna |
| 14 maggio 1811    | Paraguay                                            | Dichiara l'indipendenza dalla Spagna |
| 5 luglio 1811     | Venezuela                                           | Dichiara l'indipendenza dalla Spagna |
| 17 maggio 1814    | Norvegia                                            | Dissoluzione dell'unione con la Danimarca e istituzione di una unione personale con la Svezia il 4 novembre |
| 9 luglio 1816     | Argentina                                           | Dichiara l'indipendenza dalla Spagna |
| 8 dicembre 1816   | Regno delle Due Sicilie                             | Ferdinando III di Sicilia e IV di Napoli, unendo il Regno di Sicilia al Regno di Napoli, si incorona Re del Regno delle Due Sicilie col nome di Ferdinando I delle due Sicilie. Il Regno durerà fino al 21 febbraio 1861 quando sarà annesso al Regno d'Italia. |
| 26 luglio 1817    | Serbia                                              | Ottiene l'autonomia nell'ambito dell'Impero ottomano |
| 23 ottobre 1817   | Madagascar                                          | Radama I è riconosciuto come Re del Madagascar dal Regno Unito |
| 25 marzo 1821     | Grecia                                              | Dichiara l'indipendenza dall'Impero ottomano |
| 28 luglio 1821    | Perù                                                | DIchiara l'indipendenza dalla Spagna |
| 15 settembre 1821 | Costa Rica El Salvador Guatemala Honduras Nicaragua | Dichiarano l'indipendenza dalla Spagna |
| 28 novembre 1821  | Panama                                              | Dichiara l'indipendenza dalla Spagna |
| 24 maggio 1822    | Ecuador                                             | Dichiara l'indipendenza dalla Spagna |
| 7 settembre 1822  | Brasile                                             | Dichiara l'indipendenza dal Portogallo |
| 6 agosto 1825     | Bolivia                                             | Dichiara l'indipendenza dalla Spagna |
| 25 agosto 1825    | Uruguay                                             | Dichiara l'indipendenza dal Brasile |
| 4 ottobre 1830    | Belgio                                              | Ottiene l'indipendenza dai Paesi Bassi |
| 2 marzo 1836      | Repubblica del Texas                                | Dichiarazione di indipendenza dal Messico |
| 19 aprile 1839    | Lussemburgo                                         | Ottiene l'indipendenza dai Paesi Bassi |
| 24 settembre 1841 | Sarawak                                             | James Brooke diventa governatore di Sarawak dopo che il territorio viene ceduto al Regno Unito dal Sultano del Brunei |
| 27 febbraio 1844  | Repubblica Dominicana                               | Dichiara l'indipendenza da Haiti |
| 26 luglio 1847    | Liberia                                             | Fondata da schiavi neri americani |
| 9 febbraio 1849   | Repubblica Romana                                   | Proclama la repubblica in sostituzione all'ordinamento dello Stato Pontificio |
| 17 marzo 1861     | Italia                                              | Unità d'Italia al termine del Risorgimento |
| 6 aprile 1861     | Sultanato di Zanzibar                               | Zanzibar diventa indipendente dall'Oman |
| 1867              | Cocincina                                           | Dichiara l'indipendenza dal Vietnam |
| 1º luglio 1867    | Canada                                              | Ottiene dal Regno Unito lo status di Dominion |
| 1868              | Qatar                                               | Dichiara l'indipendenza dal Bahrein |
| 18 gennaio 1871   | Impero Tedesco                                      | Unificazione degli stati tedeschi |
| 9 maggio 1877     | Romania                                             | Ottiene l'autonomia nell'ambito dell'Impero ottomano |
| 3 marzo 1878      | Bulgaria                                            | Ottiene l'autonomia nell'ambito dell'Impero ottomano |
| 13 luglio 1878    | Serbia Montenegro                                   | Dichiara l'indipendenza dall'Impero ottomano |
| 26 marzo 1881     | Romania                                             | Dichiara l'indipendenza dall'Impero ottomano |
| 11 febbraio 1897  | Impero Coreano                                      | Fine del protettorato cinese |
| 12 giugno 1898    | Filippine                                           | Dichiarano l'indipendenza dalla Spagna |
| 10 dicembre 1898  | Cuba                                                | Dichiara l'indipendenza dalla Spagna |
| 1º gennaio 1901   | Australia                                           | Ottiene dal Regno Unito lo status di Dominion |
| 20 maggio 1902    | Cuba                                                | Fine dell'amministrazione USA |
| 3 novembre 1903   | Panama                                              | Dichiara l'indipendenza dalla Colombia |
| 7 giugno 1905     | Norvegia                                            | Dissoluzione dell'unione personale con la Svezia |
| 26 settembre 1907 | Nuova Zelanda                                       | Ottiene dal Regno Unito lo status di Dominion |
| 26 settembre 1907 | Terranova                                           | Ottiene dal Regno Unito lo status di Dominion |
| 22 settembre 1908 | Bulgaria                                            | Dichiara l'indipendenza dall'Impero ottomano |
| 31 maggio 1910    | Sudafrica                                           | Ottiene dal Regno Unito lo status di Dominion |
| 1º gennaio 1912   | Repubblica di Cina                                  | Fine della Dinastia Qing |
| 28 novembre 1912  | Albania                                             | Dichiara l'indipendenza dall'Impero ottomano |
| 14 settembre 1917 | Repubblica Russa                                    | Instaurata in seguito alla Rivoluzione e all'abdicazione di Nicola II. |
| 6 dicembre 1917   | Finlandia                                           | Dichiara l'indipendenza dalla Russia |
| 16 febbraio 1918  | Lituania                                            | Dichiara l'indipendenza dalla Russia |
| 24 febbraio 1918  | Estonia                                             | Dichiara l'indipendenza dalla Russia |
| 25 marzo 1918     | Bielorussia                                         | Dichiara l'indipendenza dalla Russia |
| 26 maggio 1918    | Georgia                                             | Dichiara l'indipendenza dalla Russia |
| 28 maggio 1918    | Azerbaigian Armenia                                 | Dichiarano l'indipendenza dalla Russia |
| 28 ottobre 1918   | Cecoslovacchia                                      | Dichiara l'indipendenza dall'Austria-Ungheria |
| 28 ottobre 1918   | Regno dei Serbo-Croati e Sloveni                    | Dichiara l'indipendenza dall'Austria-Ungheria |
| 1º novembre 1918  | Yemen del nord                                      | Dichiara l'indipendenza dall'Impero Ottomano |
| 11 novembre 1918  | Polonia                                             | Dichiara l'indipendenza dalla Russia |
| 18 novembre 1918  | Lettonia                                            | Dichiara l'indipendenza dalla Russia |
| 19 agosto 1919    | Afghanistan                                         | Ottiene l'indipendenza dal Regno Unito |
| 10 gennaio 1920   | Città Libera di Danzica                             | Cessa di esistere il 2 settembre 1939 in seguito all'invasione nazista della Polonia |
| 30 dicembre 1920  | Stato Libero di Fiume                               | In seguito al trattato di Rapallo (1920). Cessa di esistere nel 1924. |
| 11 luglio 1921    | Mongolia                                            | Dichiara l'indipendenza dalla Cina |
| 6 dicembre 1921   | Stato Libero d'Irlanda                              | 26 contee irlandesi diventano uno stato indipendente |
| 6 dicembre 1921   | Irlanda del Nord                                    | 6 contee nel nord dell'Irlanda scelgono di rimanere parte del Regno Unito |
| 30 dicembre 1922  | Unione Sovietica                                    | Nasce alla caduta dell'Impero russo |
| 29 ottobre 1923   | Turchia                                             | Successore dell'Impero Ottomano |
| 11 febbraio 1929  | Città del Vaticano                                  | Nasce in seguito ai Patti Lateranensi |
| 18 febbraio 1932  | Manchukuo                                           | Stato creato in Manciuria dai giapponesi durante la loro occupazione militare della regione, cessa di esistere nel 1945 |
| 23 settembre 1932 | Arabia Saudita                                      | Unificazione del regno |
| 3 ottobre 1932    | Iraq                                                | Ottiene l'indipendenza dal Regno Unito |
| 10 aprile 1941    | Stato Indipendente di Croazia                       | Ottiene l'indipendenza dalla Jugoslavia sotto la protezione dei conquistatori italotedeschi. Cessa di esistere con la fine della seconda guerra mondiale |
| 23 settembre 1943 | Repubblica Sociale Italiana                         | In seguito all'armistizio di Cassibile, l'Italia è spaccata in due: al nord è proclamata la Repubblica Sociale, stato fantoccio dei tedeschi retto da Benito Mussolini. Finirà di esistere con la fine della seconda guerra mondiale                            |
| 22 novembre 1943  | Libano                                              | Fine dell'amministrazione francese |
| 17 giugno 1944    | Islanda                                             | Dichiara l'indipendenza dalla Danimarca |
| 17 settembre 1944 | Estonia                                             | Fine dell'Amministrazione Militare Tedesca |
| 10 marzo 1945     | Impero del Vietnam                                  | Fine dell'occupazione giapponese |
| 8 maggio 1945     | Lettonia                                            | Fine dell'Amministrazione Militare Tedesca |
| 15 agosto 1945    | Corea                                               | Dichiara l'indipendenza dal Giappone |
| 2 settembre 1945  | Repubblica Democratica del Vietnam                  | Dichiara l'indipendenza dal Giappone |
| 17 aprile 1946    | Siria                                               | Fine dell'amministrazione francese |
| 25 maggio 1946    | Giordania                                           | Fine dell'amministrazione britannica |
| 4 luglio 1946     | Filippine                                           | Ottiene l'indipendenza dagli USA |
| 14 agosto 1947    | Pakistan                                            | Ottiene l'indipendenza dal Regno Unito e sI separa dall'India |
| 15 agosto 1947    | India                                               | Ottiene l'indipendenza dal Regno Unito |
| 15 settembre 1947 | Territorio Libero di Trieste                        | Creato dagli Alleati dopo la fine della seconda guerra mondiale, cessa de facto di esistere il 5 ottobre 1954 |
| 30 dicembre 1947  | Romania                                             | Proclamata la repubblica |
| 4 gennaio 1948    | Birmania                                            | Ottiene l'indipendenza dal Regno Unito |
| 4 febbraio 1948   | Sri Lanka                                           | Ex Ceylon, ottiene l'indipendenza dal Regno Unito |
| 14 maggio 1948    | Israele                                             | Fine dell'amministrazione britannica |
| 15 agosto 1948    | Corea del Sud                                       | Fondazione della Repubblica di Corea |
| 9 settembre 1948  | Corea del Nord                                      | Fondazione della Repubblica Democratica Popolare di Corea |
| 1º aprile 1949    | Repubblica di Irlanda                               | Lascia il Commonwealth e diventa una repubblica |
| 23 maggio 1949    | Repubblica Federale di Germania                     | Dall'amministrazione di Francia, Gran Bretagna e USA dopo la fine della seconda guerra mondiale |
| 8 agosto 1949     | Bhutan                                              | Ottiene l'indipendenza dall'India |
| 1º ottobre 1949   | Repubblica Popolare Cinese                          | Proclamata da Mao Zedong |
| 7 ottobre 1949    | Repubblica Democratica Tedesca                      | Dall'amministrazione sovietica dopo la fine della seconda guerra mondiale |
| 27 dicembre 1949  | Indonesia                                           | Ottiene l'indipendenza dai Paesi Bassi |
| 24 dicembre 1951  | Libia                                               | Fine dell'amministrazione di Francia e Regno Unito |
| 20 marzo 1952     | Giappone                                            | Fine dell'amministrazione statunitense |
| 22 ottobre 1953   | Laos                                                | Ottiene l'indipendenza dalla Francia |
| 9 novembre 1953   | Cambogia                                            | Ottiene l'indipendenza dalla Francia |
| 21 luglio 1954    | Vietnam del Nord Vietnam del Sud                    | Ottengono l'indipendenza dalla Francia |
| 1º gennaio 1956   | Sudan                                               | Ottiene l'indipendenza dall'Egitto e dal Regno Unito |
| 20 marzo 1956     | Tunisia                                             | Ottiene l'indipendenza dalla Francia |
| 6 marzo 1957      | Ghana                                               | Ottiene l'indipendenza dal Regno Unito |
| 31 agosto 1957    | Malaysia                                            | Ottiene l'indipendenza dal Regno Unito |
| 2 ottobre 1958    | Guinea                                              | Ottiene l'indipendenza dalla Francia |
| 5 ottobre 1958    | Francia                                             | DIchiarazione della Quinta Repubblica francese |
| 1º gennaio 1960   | Camerun                                             | Ottiene l'indipendenza dalla Francia |
| 4 aprile 1960     | Senegal                                             | Ottiene l'indipendenza dalla Francia |
| 27 aprile 1960    | Togo                                                | Ottiene l'indipendenza dalla Francia |
| 26 giugno 1960    | Madagascar                                          | Ottiene l'indipendenza dalla Francia |
| 26 giugno 1960    | Somaliland                                          | Ottiene l'indipendenza dal Regno Unito |
| 30 giugno 1960    | Repubblica Democratica del Congo                    | Fino al 1997 Zaire, ottiene l'indipendenza dal Belgio |
| 1º luglio 1960    | Somalia                                             | Ottiene l'indipendenza dall'Italia |
| 11 luglio 1960    | Katanga                                             | Proclama l'indipendenza dal Congo; la secessione rientra il 15 gennaio 1963 |
| 1º agosto 1960    | Benin                                               | Ottiene l'indipendenza dalla Francia |
| 3 agosto 1960     | Niger                                               | Ottiene l'indipendenza dalla Francia |
| 5 agosto 1960     | Burkina Faso                                        | Ex Alto Volta, ottiene l'indipendenza dalla Francia |
| 7 agosto 1960     | Costa d'Avorio                                      | Ottiene l'indipendenza dalla Francia |
| 11 agosto 1960    | Ciad                                                | Ottiene l'indipendenza dalla Francia |
| 13 agosto 1960    | Repubblica Centrafricana                            | Ottiene l'indipendenza dalla Francia |
| 15 agosto 1960    | Repubblica del Congo                                | Ottiene l'indipendenza dalla Francia |
| 16 agosto 1960    | Cipro                                               | Ottiene l'indipendenza dal Regno Unito |
| 17 agosto 1960    | Gabon                                               | Ottiene l'indipendenza dalla Francia |
| 22 settembre 1960 | Mali                                                | Ottiene l'indipendenza dalla Francia |
| 1º ottobre 1960   | Nigeria                                             | Ottiene l'indipendenza dal Regno Unito |
| 28 novembre 1960  | Mauritania                                          | Ottiene l'indipendenza dalla Francia |
| 27 aprile 1961    | Sierra Leone                                        | Ottiene l'indipendenza dal Regno Unito |
| 19 giugno 1961    | Kuwait                                              | Ottiene l'indipendenza dal Regno Unito |
| 1º gennaio 1962   | Samoa                                               | Ottengono l'indipendenza dalla Nuova Zelanda |
| 1º luglio 1962    | Burundi Ruanda                                      | Ottengono l'indipendenza dal Belgio |
| 5 luglio 1962     | Algeria                                             | Ottiene l'indipendenza dalla Francia |
| 6 agosto 1962     | Giamaica                                            | Ottiene l'indipendenza dal Regno Unito |
| 31 agosto 1962    | Trinidad e Tobago                                   | Ottiene l'indipendenza dal Regno Unito |
| 9 ottobre 1962    | Uganda                                              | Ottiene l'indipendenza dal Regno Unito |
| 16 settembre 1963 | Malaysia                                            | Formata dall'unione di Sarawak, Borneo settentrionale (Sabah), Malaysia e Singapore |
| 12 dicembre 1963  | Kenya                                               | Ottiene l'indipendenza dal Regno Unito |
| 26 aprile 1964    | Tanzania                                            | Ottiene l'indipendenza dal Regno Unito |
| 6 luglio 1964     | Malawi                                              | Ottiene l'indipendenza dal Regno Unito |
| 21 settembre 1964 | Malta                                               | Ottiene l'indipendenza dal Regno Unito |
| 24 ottobre 1964   | Zambia                                              | Ottiene l'indipendenza dal Regno Unito |
| 18 febbraio 1965  | Gambia                                              | Ottiene l'indipendenza dal Regno Unito |
| 26 luglio 1965    | Maldive                                             | Ottengono l'indipendenza dal Regno Unito |
| 9 agosto 1965     | Singapore                                           | Ottiene l'indipendenza dalla Malaysia |
| 11 novembre 1965  | Rhodesia                                            | Dichiarazione unilaterale di indipendenza dal Regno Unito |
| 26 maggio 1966    | Guyana                                              | Ottiene l'indipendenza dal Regno Unito |
| 30 settembre 1966 | Botswana                                            | Ottiene l'indipendenza dal Regno Unito |
| 4 ottobre 1966    | Lesotho                                             | Ottiene l'indipendenza dal Regno Unito |
| 30 novembre 1966  | Barbados                                            | Ottiene l'indipendenza dal Regno Unito |
| 30 maggio 1967    | Biafra                                              | Tenta di proclamarsi indipendente dalla Nigeria, ma è sconfitto il 15 gennaio 1970 |
| 30 novembre 1967  | Yemen del Sud                                       | Ottiene l'indipendenza dal Regno Unito |
| 31 gennaio 1968   | Nauru                                               | Ottiene l'indipendenza dall'Australia |
| 12 marzo 1968     | Mauritius                                           | Ottiene l'indipendenza dal Regno Unito |
| 6 settembre 1968  | Swaziland                                           | Ottiene l'indipendenza dal Regno Unito |
| 12 ottobre 1968   | Guinea Equatoriale                                  | Ottiene l'indipendenza dalla Spagna |
| 4 giugno 1970     | Tonga                                               | Ottiene l'indipendenza dal Regno Unito, del quale era protettorato |
| 10 ottobre 1970   | Figi                                                | Ottengono l'indipendenza dal Regno Unito |
| 26 marzo 1971     | Bangladesh                                          | Ottiene l'indipendenza dal Pakistan |
| 15 agosto 1971    | Bahrein                                             | Ottiene l'indipendenza dal Regno Unito |
| 3 settembre 1971  | Qatar                                               | Ottiene l'indipendenza dal Regno Unito |
| 2 dicembre 1971   | Emirati Arabi Uniti                                 | Ottengono l'indipendenza dal Regno Unito |
| 10 luglio 1973    | Bahamas                                             | Ottengono l'indipendenza dal Regno Unito |
| 24 settembre 1973 | Guinea-Bissau                                       | Ottiene l'indipendenza dal Portogallo |
| 7 febbraio 1974   | Grenada                                             | Ottiene l'indipendenza dal Regno Unito |
| 19 ottobre 1974   | Niue                                                | Ottiene l'autogoverno dalla Nuova Zelanda |
| 25 giugno 1975    | Mozambico                                           | Ottiene l'indipendenza dal Portogallo |
| 5 luglio 1975     | Capo Verde                                          | Ottiene l'indipendenza dal Portogallo |
| 6 luglio 1975     | Comore                                              | Ottengono l'indipendenza dalla Francia |
| 12 luglio 1975    | São Tomé e Príncipe                                 | Ottiene l'indipendenza dal Portogallo |
| 16 settembre 1975 | Papua Nuova Guinea                                  | Ottiene l'indipendenza dall'Australia |
| 11 novembre 1975  | Angola                                              | Ottiene l'indipendenza dal Portogallo |
| 25 novembre 1975  | Suriname                                            | Dichiara l'indipendenza dai Paesi Bassi |
| 29 giugno 1976    | Seychelles                                          | Ottiene l'indipendenza dal Regno Unito |
| 2 luglio 1976     | Vietnam                                             | Riunificazione del Vietnam del Nord e del Vietnam del Sud |
| 27 giugno 1977    | Gibuti                                              | Ottiene l'indipendenza dalla Francia |
| 7 luglio 1978     | Isole Salomone                                      | Ottengono l'indipendenza dal Regno Unito |
| 1º ottobre 1978   | Tuvalu                                              | Ottiene l'indipendenza dal Regno Unito |
| 3 novembre 1978   | Dominica                                            | Ottiene l'indipendenza dal Regno Unito |
| 22 febbraio 1979  | Saint Lucia                                         | Ottiene l'indipendenza dal Regno Unito |
| 12 luglio 1979    | Kiribati                                            | Ottiene l'indipendenza dal Regno Unito |
| 27 ottobre 1979   | Saint Vincent e Grenadine                           | Ottiene l'indipendenza dal Regno Unito |
| 18 aprile 1980    | Zimbabwe                                            | Ottiene l'indipendenza dal Regno Unito |
| 30 luglio 1980    | Vanuatu                                             | Ottiene l'indipendenza dal Regno Unito e dalla Francia |
| 21 settembre 1981 | Belize                                              | Ottiene l'indipendenza dal Regno Unito |
| 1º novembre 1981  | Antigua e Barbuda                                   | Ottengono l'indipendenza dal Regno Unito |
| 19 settembre 1983 | Saint Kitts e Nevis                                 | Ottiene l'indipendenza dal Regno Unito |
| 1º gennaio 1984   | Brunei                                              | Ottiene l'indipendenza dal Regno Unito |
| 21 ottobre 1986   | Isole Marshall                                      | Ottengono l'indipendenza dagli USA |
| 3 novembre 1986   | Stati Federati di Micronesia                        | Ottengono l'indipendenza dagli USA |
| 26 settembre 1989 | Cambogia                                            | Ha termine l'occupazione vietnamita |
| 11 marzo 1990     | Lituania                                            | Dichiara l'indipendenza dall'URSS |
| 21 marzo 1990     | Namibia                                             | Dichiara l'indipendenza dal Sudafrica |
| 22 maggio 1990    | Yemen                                               | Unificazione di Yemen del Nord e Yemen del Sud |
| 3 ottobre 1990    | Germania                                            | Unificazione di Germania Ovest e Germania Est |
| 9 aprile 1991     | Georgia                                             | Dichiara l'indipendenza dall'URSS |
| 25 giugno 1991    | Croazia Slovenia                                    | Dichiarano l'indipendenza dalla Jugoslavia |
| 20 agosto 1991    | Estonia                                             | Dichiara l'indipendenza dall'URSS |
| 21 agosto 1991    | Lettonia                                            | Dichiara l'indipendenza dall'URSS |
| 24 agosto 1991    | Ucraina                                             | Dichiara l'indipendenza dall'URSS |
| 24 agosto 1991    | Russia                                              | Succede dell'URSS |
| 25 agosto 1991    | Bielorussia                                         | Dichiara l'indipendenza dall'URSS |
| 27 agosto 1991    | Moldavia                                            | Dichiara l'indipendenza dall'URSS |
| 30 agosto 1991    | Azerbaigian                                         | Dichiara l'indipendenza dall'URSS |
| 31 agosto 1991    | Kirghizistan                                        | Dichiara l'indipendenza dall'URSS |
| 1º settembre 1991 | Uzbekistan                                          | Dichiara l'indipendenza dall'URSS |
| 8 settembre 1991  | Macedonia                                           | Dichiara l'indipendenza dalla Jugoslavia |
| 9 settembre 1991  | Tagikistan                                          | Dichiara l'indipendenza dall'URSS |
| 21 settembre 1991 | Armenia                                             | Dichiara l'indipendenza dall'URSS |
| 27 ottobre 1991   | Turkmenistan                                        | Dichiara l'indipendenza dall'URSS |
| 28 novembre 1991  | Ossezia del Sud                                     | Dichiara l'indipendenza dalla Georgia |
| 16 dicembre 1991  | Kazakistan                                          | Dichiara l'indipendenza dall'URSS |
| 1º marzo 1992     | Bosnia ed Erzegovina                                | Dichiara l'indipendenza dalla Jugoslavia |
| 27 aprile 1992    | Repubblica Federale di Jugoslavia                   | nasce come successore della Repubblica Socialista Federale di Jugoslavia |
| 23 luglio 1992    | Abcasia                                             | Dichiara l'indipendenza dalla Georgia |
| 1º gennaio 1993   | Repubblica Ceca Slovacchia                          | nascono dalla separazione consensuale della Cecoslovacchia |
| 24 maggio 1993    | Eritrea                                             | Ottiene l'indipendenza dall'Etiopia |
| 13 settembre 1993 | Autorità Nazionale Palestinese                      | nata in seguito agli Accordi di Oslo |
| 1º ottobre 1994   | Palau                                               | Ottiene l'indipendenza dagli USA |
| 20 maggio 2002    | Timor Est                                           | Ottiene l'indipendenza dall'Indonesia (Timor Est fu colonia del Portogallo fino al 1975) |
| 4 gennaio 2003    | Serbia e Montenegro                                 | Dichiara l'indipendenza come successore della Repubblica Federale di Jugoslavia |
| 3 giugno 2006     | Montenegro                                          | Dichiara l'indipendenza dalla Serbia e Montenegro |
| 5 giugno 2006     | Serbia                                              | Dichiara l'indipendenza come successore della Serbia e Montenegro |
| 13 ottobre 2006   | Stato Islamico                                      | Proclama il califfato |
| 17 febbraio 2008  | Kosovo                                              | Dichiara l'indipendenza dalla Serbia |
| 9 luglio 2011     | Sudan del Sud                                       | Dichiara l'indipendenza dal Sudan |